# Laura Linney
Laura Leggett Linney (New York, 1964. február 5. –) kétszeres Golden Globe-díjas és négyszeres Primetime Emmy-díjas amerikai színésznő.

## Élete és pályafutása
New Yorkban született 1964-ben. Szülei elváltak, Linney a pár egyedüli gyermekeként édesanyjával maradt, aki ápolónő. Édesapja, Romulus Linney, drámaíró, aki még többször megnősült a válást követően. Mikor Linney-t érdekelni kezdte a színház, apjához fordult segítségért. Linney ennek kapcsán nyilatkozott a New York Timesnak: „Felhívhattam, hogy nem értem Shawt (George Bernard Shaw). Miről van itt szó? És ő elmagyarázta nekem. És nagyon szívesen tette. Ez volt a híd, ami összekötött minket.” Habár gyermekként gondjai támadtak az olvasással és az írással, amiért először tanárnő akart lenni, 1986-ban dráma szakon végzett a Brown Egyetemen, továbbtanult a Moszkvai Drámafőiskolán, majd 1990-ben a Juillardon diplomát szerzett. Linney rögvest a Broadwayn találta magát olyan darabokban, mint a Hedda Gabler vagy a Hatszoros ölelés (Six Degrees of Separation).
Első filmszerepét 1992-ben kapta meg a Lorenzo olajában. Ezt követte az 1993-as vígjáték, a Dave. Első állandó szerepét Armistead Maupin könyve alapján készült San Franciscó-i történetek című minisorozatban kapta meg, amit még kétszer megismételt a sorozat további két évadjában (More Tales of the City és Further Tales of the City). Áttörése a Legbelső félelem című thrillert követte, főszerepben Richard Gere-rel. Ezután Clint Eastwood lányát alakította az Államérdekben, 1998-ban pedig a Truman Showban szerepelt Jim Carrey-vel.
Az ezredfordulót követően Linney élete újabb fordulatot vett. Elvált első férjétől, David Atkinstól, karrierjében pedig egyre inkább elismerték. A 2000-ben megjelent Számíthatsz rám című filmmel Oscar-díjra és Golden Globe-díjra jelölték. 2002-ben a Vad Iris című tévéfilmmel Emmy-díjat nyert, a 2004-es vendégszereplése a Frasier – A dumagépben pedig újabb Emmyvel gazdagította. 2005-ben másodszor jelölték Oscar-díjra a Kinsey című filmjéért, amiben Alfred Kinsey szabad szellemű feleségét formálta meg. 2007-ben harmadszorra jelölték játékát Oscarra az Apu vad napjaiban. 2008-ban Emmy-díjat, Golden Globe-díjat és Screen Actors Guild-díjat nyert a John Adams sorozat címszereplőjének feleségeként. 2010-től 2013-ig saját komikus drámasorozata futott a Big C címen, amelyben egy rákos tanárnőt vitt a képernyőre, és amelyért negyedik Emmy- és második Golden Globe-díját köszönhette. 2009-ben összeházasodott Marc Schauerrel, akitől 2013-ban egy fia, Bennett született.
Linney nemcsak a mozivásznon és a tévéképernyőn maradt aktív, időnként visszatér a színpadra is. Eddig négyszer jelölték Tony-díjra, 2017-ben A kis rókákért Drama Desk-díjat nyert. 2018-ban a My Name is Lucy Barton című színműben lép fel. Linney legutóbbi közreműködései voltak 2012-ben Bill Murrayjel a A király látogatásában, Ian McKellennel a Mr. Holmesban (2015), majd 2016-ban az Éjszakai ragadozók című thriller és a Tini Nindzsa Teknőcök: Elő az árnyékból!. 2017-ben Herman Koch regényét dolgozták fel A vacsora címmel, valamint az Ozark című sorozata is futott egészen 2022-ig.

## Filmográfia

### Film
| Év   | Magyar cím                               | Eredeti cím                                      | Szerep                          | Magyar hang        |
| ---- | ---------------------------------------- | ------------------------------------------------ | ------------------------------- | ------------------ |
| 1992 | Lorenzo olaja                            | Lorenzo's Oil                                    | fiatal tanárnő                  | Lengyel Kati       |
| 1993 | Dave                                     | Dave                                             | Randi                           |                    |
| 1993 | A bajnok                                 | Searching for Bobby Fischer                      | iskolai tanárnő                 | Kocsis Judit       |
| 1993 | A bajnok                                 | Searching for Bobby Fischer                      | iskolai tanárnő                 | Sallai Nóra        |
| 1994 | A sors kegyeltje                         | A Simple Twist of Fate                           | Nancy Lambert Newland           | Herczeg Csilla     |
| 1995 | Kongó                                    | Congo                                            | Dr. Karen Ross                  | Kovács Nóra        |
| 1996 | Legbelső félelem                         | Primal Fear                                      | Janet Venable                   | Rudolf Teréz       |
| 1996 | Legbelső félelem                         | Primal Fear                                      | Janet Venable                   | Für Anikó          |
| 1997 | Államérdek                               | Absolute Power                                   | Kate Whitney                    | Orosz Anna         |
| 1998 | Truman Show                              | The Truman Show                                  | Meryl Burbank / Hannah Gill     | Zakariás Éva       |
| 1999 |                                          | Lush                                             | Rachel Van Dyke                 |                    |
| 2000 | Az Öröm háza                             | The House of Mirth                               | Bertha Dorset                   | Kocsis Judit       |
| 2000 | Számíthatsz rám                          | You Can Count On Me                              | Samantha "Sammy" Prescott       |                    |
| 2000 | Gubancos élet                            | Maze                                             | Callie                          |                    |
| 2002 | Egy gyilkosság története                 | The Laramie Project                              | Sherry Johnson                  |                    |
| 2002 | Megszólít az éjszaka                     | The Mothman Prophecies                           | Connie Mills                    | Major Melinda      |
| 2003 | David Gale élete                         | The Life of David Gale                           | Constance Harraway              | Orosz Anna         |
| 2003 | Titokzatos folyó                         | Mystic River                                     | Annabeth Markum                 | Fehér Anna         |
| 2003 | Igazából szerelem                        | Love Actually                                    | Sarah                           | Kisfalvi Krisztina |
| 2004 | Utóirat: Szeretlek                       | P.S.                                             | Louise Harrington               | Kubik Anna         |
| 2004 | Kinsey                                   | Kinsey                                           | Clara McMillen                  | Pápai Erika        |
| 2005 | A tintahal és a bálna                    | The Squid and the Whale                          | Joan Berkman                    | Fehér Anna         |
| 2005 | Ördögűzés Emily Rose üdvéért             | The Exorcism of Emily Rose                       | Erin Bruner                     | Fehér Anna         |
| 2006 | Sofőrlecke                               | Driving Lessons                                  | Laura Marshall                  | Nyírő Beáta        |
| 2006 | Jindabyne – Vízbe fojtott bűnök          | Jindabyne                                        | Claire Kane                     | Biró Anikó         |
| 2006 | Mi a gond velem?                         | The Hottest State                                | Jesse                           | Götz Anna          |
| 2006 | Az év embere                             | Man of the Year                                  | Eleanor Green                   | Solecki Janka      |
| 2007 | Apu vad napjai                           | The Savages                                      | Wendy Savage                    | Bertalan Ágnes     |
| 2007 | Az utolsó jelentés                       | Breach                                           | Kate Burroughs                  | Für Anikó          |
| 2007 | Egy bébiszitter naplója                  | The Nanny Diaries                                | Mrs. Alexandra X                | Fehér Anna         |
| 2008 | A másik férfi                            | The Other Man                                    | Lisa                            | Kisfalvi Krisztina |
| 2009 | Az otthon túl messze van                 | The City of Your Final Destination               | Caroline                        | Udvarias Anna      |
| 2010 | Gyógyító érintés                         | Sympathy for Delicious                           | Nina Hogue                      |                    |
| 2010 |                                          | Morning                                          | Goodman doktornő                |                    |
| 2011 | Apró részletek                           | The Details                                      | Lila                            | Orosz Anna         |
| 2011 | Karácsony Artúr                          | Arthur Christmas                                 | Északi Sark számítógép (hangja) |                    |
| 2012 | A király látogatása                      | Hyde Park on Hudson                              | Margaret Suckley                | Kováts Adél        |
| 2013 | A WikiLeaks-botrány                      | The Fifth Estate                                 | Sarah Shaw                      | Kiss Eszter        |
| 2015 | Mr. Holmes                               | Mr. Holmes                                       | Mrs. Munro                      | Zsurzs Kati        |
| 2016 | Géniusz                                  | Genius                                           | Louise Saunders                 | Für Anikó          |
| 2016 | Tini Nindzsa Teknőcök: Elő az árnyékból! | Teenage Mutant Ninja Turtles: Out of the Shadows | Rebecca Vincent                 | Bertalan Ágnes     |
| 2016 | Sully – Csoda a Hudson folyón            | Sully                                            | Lorrie Sullenberger             | Kisfalvi Krisztina |
| 2016 | Éjszakai ragadozók                       | Nocturnal Animals                                | Anne Sutton (cameo)             | Kovács Nóra        |
| 2017 | A vacsora                                | The Dinner                                       | Claire Lohman                   | Hámori Eszter      |
| 2020 | Zuhanás                                  | Falling                                          | Sarah                           | Kovács Nóra        |
| 2020 | Molly                                    | The Roads Not Taken                              | Rita                            | Bertalan Ágnes     |
| 2023 | A csodák útján                           | The Miracle Club                                 | Chrissie Ahearn                 | F. Nagy Erika      |
| 2023 | Vadmacska                                | Wildcat                                          | Regina O'Connor                 | Fehér Anna         |
| 2024 |                                          | Suncoast                                         | Kristine                        |                    |

### Televízió
| Év        | Magyar cím                              | Eredeti cím                        | Szerep                   | Megjegyzések                                |
| --------- | --------------------------------------- | ---------------------------------- | ------------------------ | ------------------------------------------- |
| 1993      | Bajtársak                               | Class of ’61                       | Lily Magraw              | tévéfilm                                    |
| 1993      | Mélypont                                | Blind Spot                         | Phoebe                   | tévéfilm                                    |
| 1993      | San Franciscó-i történetek              | Tales of the City                  | Mary Ann Singleton       | minisorozat (6 epizód)                      |
| 1994      | Esküdt ellenségek                       | Law & Order                        | Martha Bowen             | 1 epizód                                    |
| 1998      |                                         | More Tales of the City             | Mary Ann Singleton       | minisorozat (6 epizód)                      |
| 1999      | Szerelmes levelek                       | Love Letters                       | Melisa Gardner Cobb      | - tévéfilm - magyar hangja: - Zakariás Éva  |
| 2000      | Nehéz a választás                       | Running Mates                      | Lauren Hartman           | tévéfilm                                    |
| 2001      |                                         | Further Tales of the City          | Mary Ann Singleton       | minisorozat (4 epizód)                      |
| 2001      | Vad Iris                                | Wild Iris                          | Iris Bravard             | - tévéfilm - magyar hangja: - Nyakó Júlia   |
| 2002      | Texas királyai                          | King of the Hill                   | Marlene (hangja)         | 1 epizód                                    |
| 2003–2004 | Frasier – A dumagép                     | Frasier                            | Mindy / Charlotte        | 6 epizód                                    |
| 2006      | Amerikai fater                          | American Dad!                      | Dr. Gupta (hangja)       | 1 epizód                                    |
| 2008      | John Adams                              | John Adams                         | Abigail Adams            | minisorozat (7 epizód)                      |
| 2010–2013 | The Big C – A nagy C                    | The Big C                          | Cathy Jamison            | - főszereplő (40 epizód) - vezető producer  |
| 2016      | Amynek áll a világ                      | Inside Amy Schumer                 | önmaga                   | 1 epizód                                    |
| 2017      |                                         | Red Nose Day Actually              | Sarah                    | rövidfilm                                   |
| 2017      | John Oliver-show az elmúlt hét híreiről | Last Week Tonight with John Oliver | Florence Harding         | 1 epizód                                    |
| 2017      |                                         | Sink Sank Sunk                     | Mitzi Mills              | tévéfilm                                    |
| 2017–2022 | Ozark                                   | Ozark                              | Wendy Byrde              | - főszereplő - magyar hangja: - Kovács Nóra |
| 2018      | BoJack Horseman                         | BoJack Horseman                    | önmaga (hangja)          | 1 epizód                                    |
| 2019      |                                         | Portrait Artist of the Year        | önmaga                   | 1 epizód                                    |
| 2019      | San Franciscó-i történetek              | Tales of the City                  | Mary Ann Singleton       | főszereplő (9 epizód)                       |
| 2020      | Van rá magyarázat: A koronavírus        | Coronavirus, Explained             | narrátor                 | 1 epizód                                    |
| 2020      |                                         | American Experience                | további hangok           | 1 epizód                                    |
| 2022      | Az utolsó filmcsillagok                 | The Last Movie Stars               | Joanne Woodward (hangja) | dokumentumsorozat                           |
| 2023      |                                         | Pretty Baby: Brooke Shields        | önmaga                   | 2 epizód                                    |

## Színházi szerepek
Fellépései a Broadwayn
- 1990-92: Hatszoros ölelés
- 1992-93: Sirály
- 1994: Hedda Gabler
- 1995-96: Holiday
- 2000: Ványa bácsi
- 2002: The Crucible
- 2004: Sight Unseen
- 2008: Veszedelmes viszonyok
- 2010-11: Time Stands Still
- 2017: A kis rókák
- 2020: My Name Is Lucy Barton
- 2023: Summer, 1976

## Fontosabb díjak és jelölések
| Év                         | Cím                          | Díj                                                                                   | Eredmény |
| -------------------------- | ---------------------------- | ------------------------------------------------------------------------------------- | -------- |
| Filmes és televíziós díjak |                              |                                                                                       |          |
| 2000                       | Számíthatsz rám              | New York-i Filmkritikusok Egyesülete: legjobb színésznő                               | Elnyerte |
| 2001                       | Számíthatsz rám              | Golden Globe-díj a legjobb női főszereplőnek – filmdráma                              | Jelölve  |
| 2001                       | Számíthatsz rám              | Oscar-díj a legjobb női főszereplőnek                                                 | Jelölve  |
| 2002                       | Vad Iris                     | Primetime Emmy-díj a legjobb női főszereplőnek (televíziós minisorozat vagy tévéfilm) | Elnyerte |
| 2004                       | Frasier – A dumagép          | Primetime Emmy-díj a legjobb vendég színésznőnek (vígjátéksorozat)                    | Elnyerte |
| 2004                       | Titokzatos folyó             | BAFTA-díj a legjobb női mellékszereplőnek                                             | Jelölve  |
| 2004                       | Titokzatos folyó             | Screen Actors Guild-díj a legjobb szereplőgárdának (mozifilm)                         | Jelölve  |
| 2005                       | Kinsey                       | Screen Actors Guild-díj a legjobb női mellékszereplőnek                               | Jelölve  |
| 2005                       | Kinsey                       | Golden Globe-díj a legjobb női mellékszereplőnek                                      | Jelölve  |
| 2005                       | Kinsey                       | Oscar-díj a legjobb női mellékszereplőnek                                             | Jelölve  |
| 2006                       | Ördögűzés Emily Rose üdvéért | Szaturnusz-díj a legjobb női főszereplőnek                                            | Jelölve  |
| 2006                       | A tintahal és a bálna        | Golden Globe-díj a legjobb női főszereplőnek – filmmusical vagy vígjáték              | Jelölve  |
| 2008                       | Apu vad napjai               | Oscar-díj a legjobb női főszereplőnek                                                 | Jelölve  |
| 2008                       | John Adams                   | Primetime Emmy-díj a legjobb női főszereplőnek (televíziós minisorozat vagy tévéfilm) | Elnyerte |
| 2009                       | John Adams                   | Screen Actors Guild-díj a legjobb színésznőnek (minisorozat vagy tévéfilm)            | Elnyerte |
| 2009                       | John Adams                   | Golden Globe-díj a legjobb női főszereplőnek (minisorozat vagy tévéfilm)              | Elnyerte |
| 2011                       | The Big C                    | Primetime Emmy-díj a legjobb női főszereplőnek (vígjátéksorozat)                      | Jelölve  |
| 2011                       | The Big C                    | Golden Globe-díj a legjobb női főszereplőnek (musical- vagy vígjátéksorozat)          | Elnyerte |
| 2012                       | The Big C                    | Primetime Emmy-díj a legjobb női főszereplőnek (televíziós minisorozat vagy tévéfilm) | Elnyerte |
| 2012                       | The Big C                    | Golden Globe-díj a legjobb női főszereplőnek (musical- vagy vígjátéksorozat)          | Jelölve  |
| 2018                       | Ozark                        | Screen Actors Guild-díj a legjobb színésznőnek (drámasorozat)                         | Jelölve  |
| Színházi elismerések       |                              |                                                                                       |          |
| 1992                       | Sight Unseen                 | Drama Desk Award a legjobb női mellékszereplőnek (színdarab)                          | Jelölve  |
| 1992                       | Sight Unseen                 | Theatre World Award                                                                   | Elnyerte |
| 2002                       | The Crucible                 | Tony-díj a legjobb női főszereplőnek (színdarab)                                      | Jelölve  |
| 2005                       | Sight Unseen                 | Drama Desk Award a legjobb női főszereplőnek (színdarab)                              | Jelölve  |
| 2005                       | Sight Unseen                 | Tony-díj a legjobb női főszereplőnek (színdarab)                                      | Jelölve  |
| 2010                       | Time Stands Still            | Drama Desk Award a legjobb női főszereplőnek (színdarab)                              | Jelölve  |
| 2010                       | Time Stands Still            | Tony-díj a legjobb női főszereplőnek (színdarab)                                      | Jelölve  |
| 2017                       | A kis rókák                  | Drama Desk Award a legjobb női főszereplőnek (színdarab)                              | Elnyerte |
| 2017                       | A kis rókák                  | Tony-díj a legjobb női főszereplőnek (színdarab)                                      | Jelölve  |